# Здание риксдага

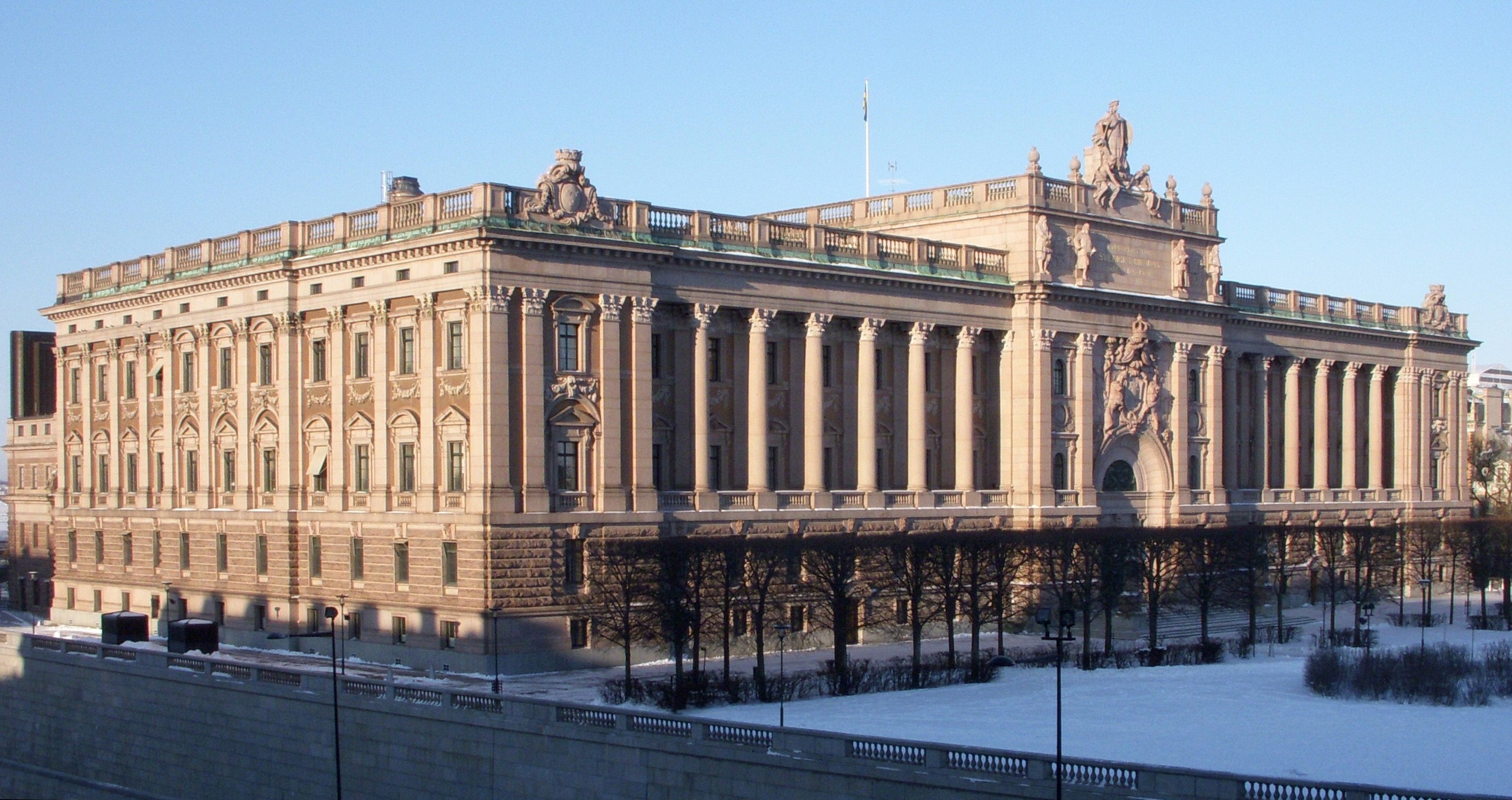

Здание парламента в Стокгольме (Riksdagshuset i Stockholm) — резиденция парламента Швеции (риксдага), расположенная на острове Хельгеандсхольмен в районе Гамла Стан (Старый город) в центральной части Стокгольма.
Здание было построено по проекту архитектора Арона Юханссона в стиле неоклассицизма, фасад же был исполнен в стиле необарокко. Строительство парламента велось в период с 1897 по 1905 год. Конкурс на лучший проект по возведению нового здания парламента, выигранный Юханссоном, был проведён в 1889 году. После завершения строительства шведский парламент переехал сюда из старого здания, расположенного на острове Риддархольмен. Возведённый комплекс полукруглой формы изначально возводился как два соединённых между собой здания, одно из которых предполагалось отвести под риксдаг, другое — под Банк Швеции. После того как в 1971 году шведский двухпалатный парламент был заменён однопалатным, а банк переехал, бывшее здание банка было реконструировано под новый зал заседаний. На время строительных работ парламент переехал в Дом культуры, расположенный к югу от Сергельсторга в центральной части Стокгольма.